# Astro-Gletscher
Der Astro-Gletscher ist ein Gletscher in der antarktischen Ross Dependency. Er fließt in der Miller Range zwischen den Turner Hills und dem Tricorn Peak in nordöstlicher Richtung zum Marsh-Gletscher.
Die Nordgruppe der New Zealand Geological Survey Antarctic Expedition (1961–1962) sichtete ihn und benannte ihn nach der astronomischen Beobachtungsstation, die sie auf einer Landspitze oberhalb der Mündung des Gletschers im Dezember 1961 errichtete.